# Baluarte del Rey
El Baluarte del Rey (King's Bastion, en inglés) es un baluarte de artillería costera situado en el frente oeste de las fortificaciones del Territorio británico de ultramar de Gibraltar.

## Ubicación

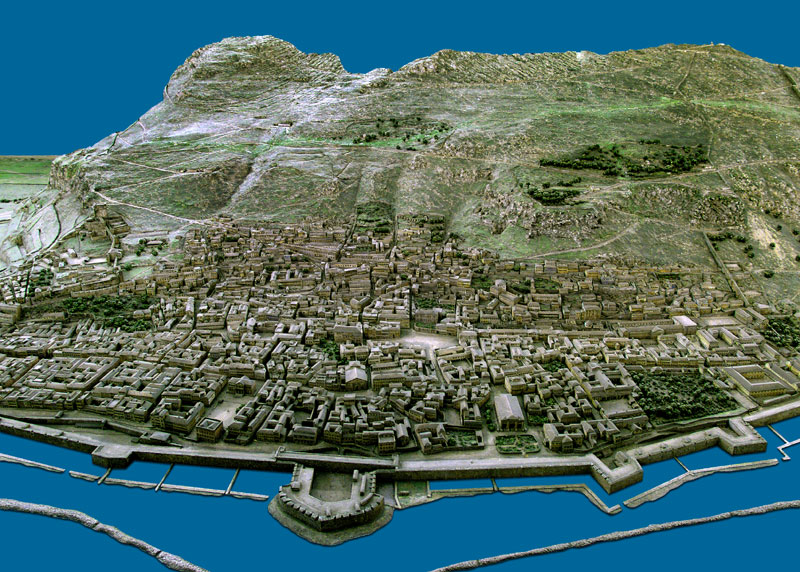
Maqueta de Gibraltar, 1865, con el Baluarte del Rey en el centro.

El Baluarte del Rey está situada entre la Carretera del Muro de la Línea y la Carretera de Queensway, en la parte occidental de Gibraltar.

## Historia

### Construcción
Fue construido en 1773 sobre un lugar en el que estuvo una puerta árabe y la Plataforma de San Lorenzo, levantada en 1575 
El teniente general Robert Boyd (1710–1794), gobernador de Gibraltar, puso la primera piedra con estas palabras : "Esta es la primera piedra de una obra, a la cual yo nombro Baluarte del Rey. le deseo que sea tan gallardamente defendido, como yo sé que será bien construido."
Fue diseñado por William Green, el Ingeniero Jefe de la Compañía de Soldados Ingenieros, que más tarde se convertiría en el Cuerpo de Ingenieros Reales. 
Por aquellos años este era el baluarte más importante de la zona oeste de Gibraltar, formando parte de las fortificaciónes de la costa occidental de Gibraltar, incluía cañoneras y albergaba 800 hombres.

### Gran Asedio
En 1782 sirvió como puesto de mando británico durante el sitio de Gibraltar (1779-1783). Las baterías flotantes españolas, que habían sido preparadas para resistir a los bombardeos, se encontraban ancladas a 500 metros de Gibraltar, estas fueron diseñadas por el ingeniero francés Jean Claude le Michaud d'Arcon y estaban equipadas con cascos especialmente reforzados, bombas de riego y techos inclinados para resistir y proteger frente a cualquier fuego y disparo. Se consideraban insumergibles e ignífugas, pero la guarnición británica pronto se dio cuenta de que las "patatas calientes", balas incendiarias, eran extremadamente eficaces contra las baterías flotantes y estas fueron destruidas. 
Una placa instalada en la fachada norte reconoce el papel del General George Augustus Eliott, primer Barón de Heathfield, Gobernador de Gibraltar durante el Gran Asedio, y a su vez una piedra conmemorativa de mármol dentro de la Capilla del Rey recuerda al general Sir Robert Boyd, que pidió ser enterrado dentro de una bóveda en la base del baluarte, que había sido construida al misma tiempo que el resto del baluarte, aunque se desconoce su ubicación exacta. 
En esta piedra se lee:
"Dentro de las paredes de este baluarte están depositadas los restos mortales del difunto General Sir Robert Boyd K. B., gobernador de esta Plaza, fallecido el 13 de mayo de 1794, con 84 años de edad. Él colocó la primera piedra en 1773, y bajo su supervisión se completó, momento en el que dio un discurso a las tropas, expresando su deseo de verlo resistir los esfuerzos combinados de Francia y España, deseo que se logró el 13 de septiembre de 1782, cuando, por el fuego de este baluarte, la flotilla expresamente diseñada para la captura de esta Plaza fue completamente destruida."

### SiglosXIXyXX

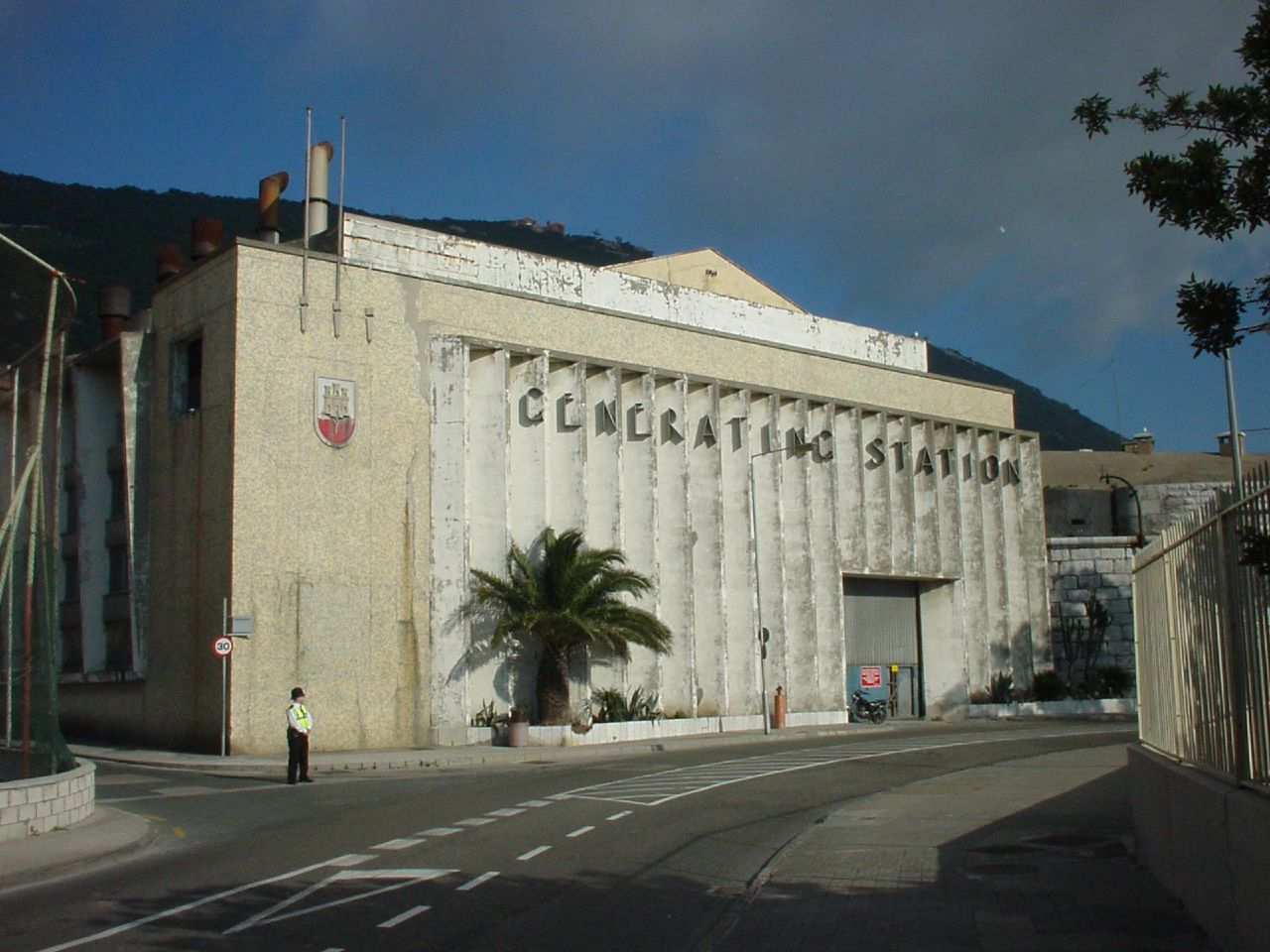
La central eléctrica en 2002

En 1859 fueron instalados veinticinco cañones, entre ellos diecisiete cañones QF de 6 libras, seis de ánima lisa de 8 pulgadas y dos obuses de 10 pulgadas. En 1874, las troneras delanteras del baluarte fueron eliminadas para permitir la instalación de cinco fusiles de avancarga colocados construidos en 1878 y retirados en 1902. 
A finales del siglo XIX, había perdido su función defensiva y fue convertido en la primera central eléctrica de Gibraltar en 1896. El siglo XX trajo la recuperación de tierras situadas enfrente del baluarte, cuando formaba parte del nuevo astillero y sus bóvedas se usaban para almacenar carbón. Fue convertido en puesto de vigilancia, se construyeron búnkeres de hormigón y se construyó un cañón QF de 6 libras (cañón antitanque). Después de las guerras mundiales, fue convertido en una batería, que empleaba cuatro cañones QF de 6 libras. Su fin como estructura militar llegó en 1961, cuándo la Central Eléctrica del Baluarte del Rey, diseñado por el arquitecto local Natalio Langdon fue construida pegada a la fachada norte del Baluarte, y se puso en marcha en octubre de ese mismo año. 
Mientras la anterior central eléctrica estaba bajo control militar, esta estaba bajo control civil (del Gobierno de Gibraltar). Esto incluía almacenes de combustible y oficinas de administración, entre otras instalaciones necesarias para el mantenimiento cotidiano, alojadas dentro de sus bóvedas. La central se volvió obsoleta en los años 80 y cerró sobre los 90.

## Centro de Ocio

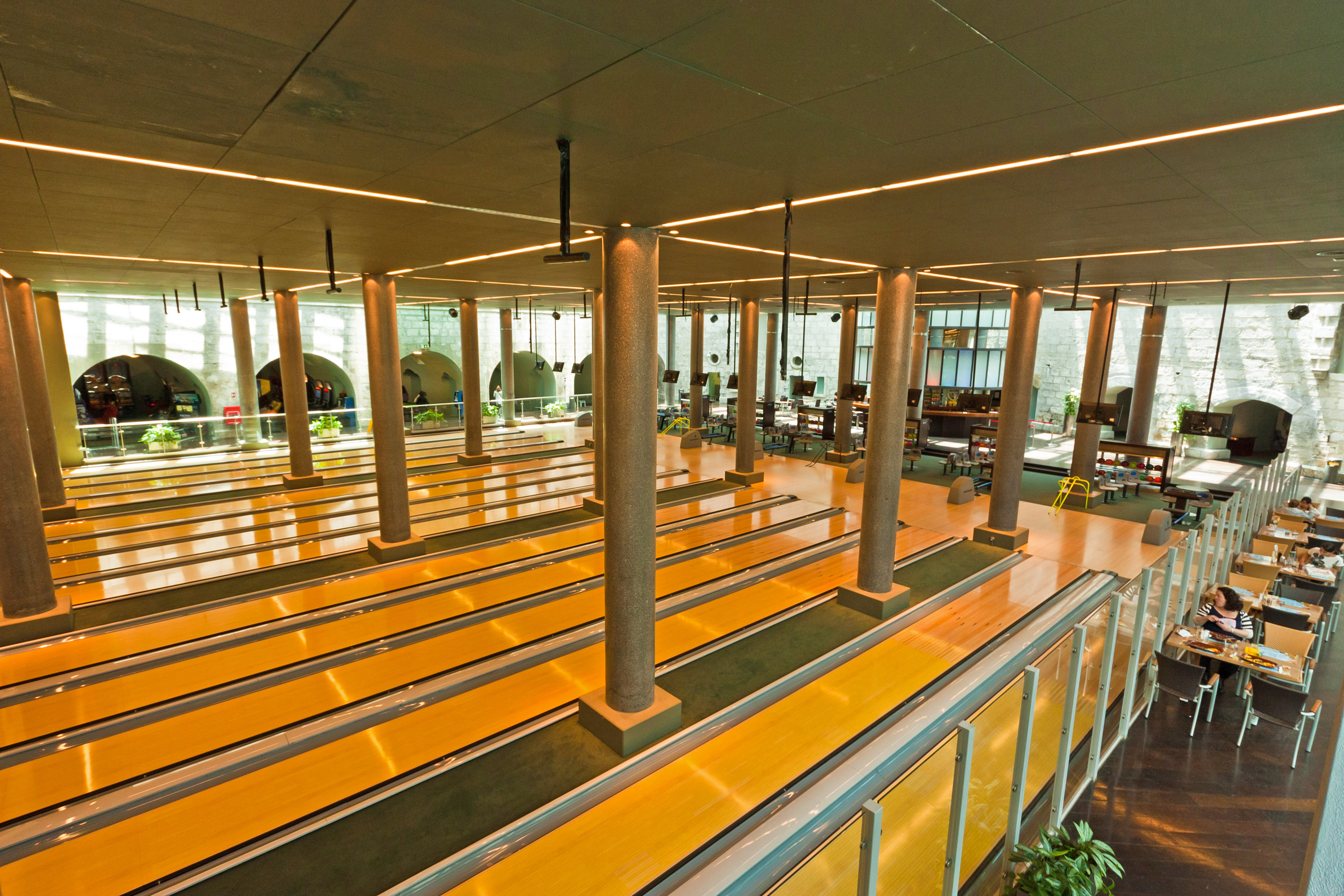
Bolera del Centro de Ocio del Baluarte del Rey.

La central eléctrica fue derribada en octubre de 2005, así como los demás añadidos y se pudo volver a ver la fachada original. La integridad de la arquitectura fue conservado como un sitio patrimonial. El Centro de Ocio del Baluarte del Rey abrió sus puertas el 28 de febrero de 2008 y fue oficialmente inaugurado el 1 de marzo de 2008, por el entonces Ministro de Jefe de Gibraltar, Peter Caruana.
Las instalaciones incluyen pista de patinaje sobre hielo, cine, bolera, máquinas recreativas , gimnasio, restaurante al aire libre, espacios para jóvenes, un área de internet y una discoteca. La pista de patinaje sobre hielo y el cine están en la plataforma superior. La parte principal del centro de ocio está dentro del patio y apenas desvirtúa las paredes del edificio. Mapas, planos, fotografías y maquetas del Baluarte se exhiben en su interior.
Está incluido en la lista del Gibraltar Heritage Trust. Alexis Almeida, su presidente declaró que esta es la última gran batería construida de la época y por lo tanto un lugar de gran importancia. Nos ha encantado restaurar el Baluarte del Rey a su gloria anterior, es magnífico y merece la pena ser visitado."